# 生物倫理學
生物倫理學，或稱生命倫理學、生物學倫理等（英語：Bioethics），是對因生物學、醫學和技術進步而出現的倫理問題的研究。它提出了關於社會道德辨別力的討論，它通常與醫療政策和實踐有關，但也與環境和福祉（英語：Well-being 或 wellness，有時等同生活品質）等更廣泛的問題有關。生命倫理學關注生命科學、生物技術、醫學、政治、法律、神學和哲學之間的關係中出現的倫理問題。它包括研究與初級照護、其他醫學分支（“普通倫理”）、科學倫理教育、動物和環境倫理相關的價值觀。倫理學還涉及生物科學領域之外的許多其他科學，生物倫理學也被稱為回答當代社會複雜問題的新倫理學。
某些行為受社群監管以考慮其正當性與合法性。這種規定被稱為倫理。生物倫理包括我們遵循的標準，用於規範與生物活動相關的活動。
生物倫理是指人們處理其生活環境的每一種方式的倫理反映，特別是人們處理生活（其他人）、動物、自然以及醫療和生物技術應用的方式。 目標之一是就這些問題和討論達成社會共識，以便為建立規範性規則（法律、公約、倫理委員會的決策基礎）提供（道德）基礎，以採取負責任的生活方式。 生命倫理學是倫理學的一個分支，因此是實踐哲學的一部分。

## 定義與範疇
生命倫理學關注的是生物學、醫學、控制論、政治、法律、哲學和神學這些領域的互相關係中產生的問題。對於涉及生物學的議題相應該接受多少道德判斷的尺度，存在著很大的爭議。有些生命倫理學家會將道德判斷的尺度縮限在醫療或科技發明的道德上，以及對人體實施醫療的時間點上。有些生命倫理學家則會將道德判斷的尺度擴大到施加在會感到恐懼和痛苦的生命體的一切行為上。
生命倫理學牽涉到許多公共政策的問題，這些問題時常被政治化，用來影響選民的立場。因此有些生物學家和從事科技發展的人會認為只要提到「生命倫理學」就是在企圖妨礙他們的工作，並因此對它產生反彈，不過事實上並非如此。像超人類主義（transhumanism）的生物學家就可能會抱持這樣的心態，他們認為他們的工作在本質上是道德的，並且批評生命倫理學是在誤導大眾。

## 四原則
1. 尊重自主原則
2. 不傷害原則
3. 行善原則
4. 公平原則

## 相關議題
- 墮胎、生育權
- 计划生育
- 人工受孕
- 人工生命
- 生物剽竊（Biopiracy）
- 割禮
- 醫療紀錄的保密
- 避孕
- 複製生物
- 低溫學（Cryogenics）
- 腦機介面（Brain-computer interface）
- 精子或卵子捐贈
- 器官交易
- 優生學
- 捐贈器官的公平分配
- 藥物價格
- 基因工程、基因改造食品
- 基因體學
- 醫學折磨（medical torture）
- 不死
- 不孕的處理
- 個人、法人、地方或國家政府、全球組織提供健康照顧及健康保險的義務。
- 靈長類的法律權利
- 幹細胞複製
- 自殺、協助自殺
- 安樂死
- 痛苦管理（pain management）
- 單性生殖
- 人口控制
- 娛樂性藥物的使用
- 精神性藥物的使用
- 生殖遺傳學（reprogenetics）
- 血或血漿買賣
- 超人類主義（transhumanism）
- 跨性別
- 變性
- 何時該使用以及何時該停止使用生命維持系統
- 代理孕母
- 奈米科技在醫療上的使用
- 人工子宮的使用
- 動物對待
- 動物醫學實驗

生命倫理學主要是用哲學來分析上述這些議題，不過它已經變得越來越是一門跨學科的領域。
有宗教信仰的生命倫理學家會依照他們信仰中的觀點發展出一套規則和方針來處理這些議題。有些世俗的生命倫理學家會對此做出批評，認為這些人通常只是不具備學院背景或者其學術訓練和這些議題無關的虔誠學者而已。但實際上，現今有許多受過專業學術訓練背景、並且有信仰的生命倫理學學者。
大部分的宗教生命倫理學家是猶太教、天主教或基督教學者。不過有一小部份來自於其他宗教的學者近來開始進入這塊領域中。像伊斯蘭傳教士已經開始討論這個議題。不過有些自由派的穆斯林批評說在伊斯蘭世界只有比較保守聲音才會被聽見。佛教生命倫理學家主要關注的則是器官移植的議題。

## 外部連結
- The Hastings Center （页面存档备份，存于）
- All India Association of Bioethics
- The American Journal of Bioethics （页面存档备份，存于）
- American Society for Bioethics and Humanities （页面存档备份，存于）
- Bioethics for clinicians: Islamic bioethics - Canadian Medical Association Journal （页面存档备份，存于）
- Bioethics program at the University of Judaism, Los Angeles, California
- Bioethics and Sport （页面存档备份，存于）
- Bioliberty: Proposal for the Declaration of Intelligent Beings' Rights
- The Center for Bioethics and Human Dignity (A Christian bioethics council) （页面存档备份，存于）
- Council for Responsible Genetics USA
- Eubios Ethics Institute JAPAN
- Jewish bioethics on the web
- Jewish Bioethics from Jerusalem's Darche Noam Educational Institute
- Journal of the International Association of Bioethics （页面存档备份，存于）
- Mystical Bioethics Network
- National Institute of Health: Bioethics resources on the web （页面存档备份，存于）
- Pandas' Liberation Revisited
- Stanford Encyclopedia of Philosophy entry on Feminist Bioethics （页面存档备份，存于）
- The U.S.A. President's Council on Bioethics

### 美國的幹細胞研究爭議
- Taking Bush Personally
- Stemming Stem Cells: A Case Study in Modern Washington Dishonesty

### 義大利的生孕法爭議
- Effects of Legal Repression of Fertility Treatments （页面存档备份，存于）